# アンシ・コイブランタ
アンシ・コイブランタ（よりフィンランド語に近い表記ではアンッシ・コイブランタ、Anssi Koivuranta, 1988年7月3日 - ）は、フィンランド、北ポフヤンマー県クーサモ出身のノルディック複合選手、スキージャンプ選手。2006年トリノオリンピック4x5km団体で銅メダルを獲得した。2010-2011シーズンからスキージャンプに転向した。

## プロフィール
コイブランタは6歳の時にスキージャンプを始め、8歳の時ノルディック複合を始めた。
2003年3月に地元クーサモで開催されたノルディック複合・ワールドカップBの大会にデビュー、翌シーズンのノルディックスキージュニア世界選手権（ノルウェー、ストリュン）個人スプリントで銅メダルを獲得し、頭角を現した。
同年3月にノルディック複合・ワールドカップにデビューした。翌2004-2005シーズンは1月30日に札幌のワールドカップで自身初の3位になるなど総合でも21位に躍進、ジュニア世界選手権個人グンダーセンと純ジャンプ団体で銅メダルを獲得した。
17歳で出場した2006年のトリノオリンピックでは個人グンダーセン25位、個人スプリント11位、4×5km団体ではアンティ・クイスマ、ヤッコ・タルス、ハンヌ・マンニネンとともに銅メダルを獲得した。
2007年のノルディックスキー世界選手権（札幌）の団体（ヤッコ・タルス、ハンヌ・マンニネン、ヤンネ・リューナネン）で金メダルを獲得。15km個人でも3位に入り、銅メダルを獲得した。同年のジュニア選手権では個人グンダーセンで金メダル、個人スプリントで銀メダルを獲得、またワールドカップ総合では7位となった。 
2008-2009シーズンはワールドカップで7勝をあげて総合優勝を達成したが、2009年ノルディックスキー世界選手権では個人マススタート、個人ノーマルヒルともに4位とメダルに一歩届かなかった。
コイブランタはクロスカントリースキーよりジャンプの方を得意とし、2009年にはプラニツァで練習ラウンドに214.5mを記録した。 
2010年バンクーバーオリンピックでは個人ノーマルヒル8位、団体7位に終わり、ワールドカップでも総合11位に終わった。
シーズン終了後、マイコプラズマ肺炎を患い、クロスカントリースキーのトレーニングが困難になったことから純ジャンプに転向、ナショナルチーム入りして、2011年ノルディックスキー世界選手権では個人ノーマルヒルで10位、スキージャンプ・ワールドカップ総合40位となった。

## ワールドカップ勝利
|                                  | 日付           | 開催地           | 開催国       | 種目         |
| -------------------------------- | -------------- | ---------------- | ------------ | ------------ |
| ノルディック複合・ワールドカップ |                |                  |              |              |
| 1.                               | 2008年11月30日 | クーサモ         | フィンランド | グンダーセン |
| 2.                               | 2008年12月7日  | トロンハイム     | ノルウェー   | グンダーセン |
| 3.                               | 2008年12月28日 | オーバーホーフ   | ドイツ       | グンダーセン |
| 4.                               | 2009年1月4日   | ショーナッハ     | オーストリア | グンダーセン |
| 5.                               | 2009年2月1日   | ショーヌーヴ     | フランス     | グンダーセン |
| 6.                               | 2009年2月14日  | クリンゲンタール | ドイツ       | グンダーセン |
| 7.                               | 2009年3月14日  | ヴィケルスン     | ノルウェー   | グンダーセン |